# Западный автовокзал (станция метро)
«Западный автовокзал» позже Карасай — проектируемая станция Алматинского метрополитена. Станция будет конечной Первой линии и располагаться за станцией «Калкаман».

## История
Станция будет строиться в створе улицы Ашимова, на пустыре севернее проспекта Райымбека. Планируется к сдаче в эксплуатацию в составе пускового участка «Калкаман» — «Карасай». На базе станции метро и Западного автовокзала планируется создание транспортно-пересадочного узла.
В 2018 году начата разработка проектно-сметной документации по строительству Западного автовокзала и станции метро.
Работы по строительству станции планируется начать в 2021 году, открытие запланировано на 2025 год.
17 сентября 2021 года предложение главы города о переименовании в Карасай.
В 2022 году акимат города Алматы решил отказаться от идеи строительства метро «Карасай» и вместо этого протянуть красную линию метрополитена до рынка «Барлык», что стало фактом закрытии идеи о строительстве станции метрополитена возле «Западного Автовокзала».